# Thayeria boehlkei
Thayeria boehlkei là một loài cá nước ngọt thuộc ho Characidae đặc hữu của sông Amazon và lưu vực sông Araguaia, lần lượt trong Peru và Brazil.

## Vị trí và môi trường sống
Chúng sinh sống ở suối nhỏ và các con sông nhỏ trong các lưu vực sông Amazon của vùng đồng bằng Amazon, nơi mà chúng là một phần của hệ sinh thái cá rất đa dạng.

## Xác định sai
Loài này trước đây được xác định nhầm là Thayeria sanctaemariae và Thayeria obliqua. T. obliqua là một loài bề ngoài tương tự, nhưng khác nhau, trong khi T. sanctaemariae, là một từ đồng nghĩa của T. obliqua.

## Chế độ ăn uống
Loài này ăn sâu, côn trùng nhỏ, thực ăn động vật và động vật giáp xác.